# Lago seminal

Localización del lago seminal (vaginal vault).

El lago seminal se forma cuando el fórnix vaginal posterior, que es más profundo que el anterior, aumenta su capacidad durante el orgasmo cuando ha ocurrido el coito, ya que allí se deposita el fluido seminal.
El fórnix vaginal posterior, asciende por detrás del cuello uterino y su pared está relacionada con el peritoneo de la Bolsa de Douglas (excavación rectouterina).

## Importancia en el proceso reproductivo
Durante el orgasmo, en la mujer se producen cambios en el cuello del útero, se dilata el orificio cervical externo y se desplaza hacia la parte posterior, para sumergirse en el lago seminal que se localiza en el fondo del fórnix vaginal posterior.
El lago seminal, juega un papel importante en el proceso reproductivo, ya que, el semen se licúa, y entra en la abertura externa del canal cervical, y desde allí al propio útero.
En el caso de la hipospadias, epispadias y la eyaculación precoz, en las cuales el semen no es eyaculado en el fondo de la vagina, es imposible que se forme un buen lago seminal con la consecuente mala impregnación del moco cervical.

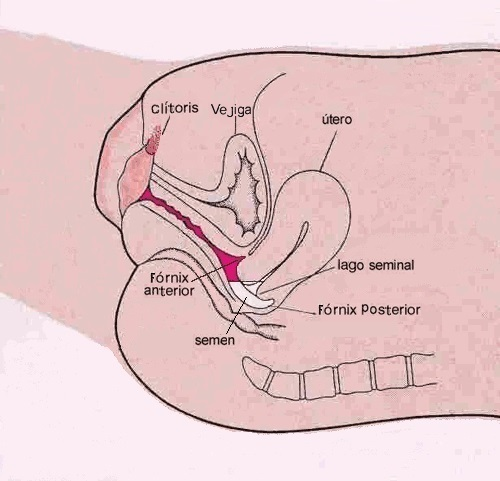
Localización del lago seminal en el fórnix posterior de la vagina.

### Consejos para favorecer el lago seminal
Para llevar a término una concepción, se aconseja favorecer la formación del lago seminal. Esto se logra simplemente con mantener a la mujer acostada por unos minutos, con una pequeña almohada en la zona lumbar y las piernas flexionadas o levantadas luego de haber mantenido relaciones sexuales. De esta manera, se incrementan las posibilidades de fecundación.

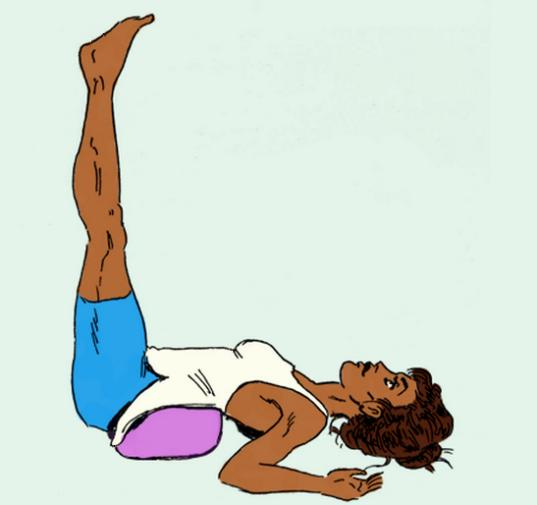
Posición de decúbito supino con las piernas levantadas y una almohada en la zona lumbar, para facilitar la formación del lago seminal después del coito